# The Ownerz
The Ownerz é o sexto álbum de estúdio lançado pelo grupo de Hip Hop, Gang Starr. Foi extremamente bem recebido criticamente e possui quatro singles, "Skillz", "Rite Where U Stand", "Nice Girl, Wrong Place" e a música título "The Ownerz".

## Faixas
| #  | Título                        | Produtor(es)     | Artista(s)                    | Tempo |
| -- | ----------------------------- | ---------------- | ----------------------------- | ----- |
| 1  | "Intro (HQ, Goo, Panch)"      | DJ Premier, Guru | HQ, Goo, Panch                | 0:46  |
| 2  | "Put Up Or Shut Up"           | DJ Premier, Guru | Guru, Krumbsnatcha            | 4:13  |
| 3  | "Werdz From The Ghetto Child" | DJ Premier, Guru | Smiley                        | 3:29  |
| 4  | "Sabotage"                    | DJ Premier, Guru | Guru                          | 2:22  |
| 5  | "Rite Where U Stand"          | DJ Premier, Guru | Guru, Jadakiss                | 3:37  |
| 6  | "Skills"                      | DJ Premier, Guru | Guru                          | 3:17  |
| 7  | "Deadly Habitz"               | DJ Premier, Guru | Guru                          | 3:13  |
| 8  | "Nice Girl, Wrong Place"      | DJ Premier, Guru | Guru, Big Boy                 | 3:32  |
| 9  | "Peace Of Mine"               | DJ Premier, Guru | Guru                          | 3:01  |
| 10 | "Who Got Gunz"                | DJ Premier, Guru | Fat Joe, M.O.P., Guru         | 3:36  |
| 11 | "Capture (Militia Pt. 3)"     | DJ Premier, Guru | Big Shug, Guru, Freddie Foxxx | 3:23  |
| 12 | "PLAYTAWIN"                   | DJ Premier, Guru | Guru                          | 3:11  |
| 13 | "Riot Akt"                    | DJ Premier, Guru | Guru                          | 4:04  |
| 14 | "(Hiney)"                     | DJ Premier, Guru | Punch                         | 1:31  |
| 15 | "Same Team, No Games"         | DJ Premier, Guru | NYG'z, H. Stax, Guru          | 3:44  |
| 16 | "In This Life..."             | DJ Premier, Guru | Guru, Snoop Dogg, Uncle Reo   | 3:03  |
| 17 | "The Ownerz"                  | DJ Premier, Guru | Guru                          | 2:57  |
| 18 | "Zonin'"                      | DJ Premier, Guru | Guru                          | 2:54  |
| 19 | "Eulogy"                      | DJ Premier, Guru | Guru                          | 2:54  |
| 20 | "Natural (Bonus Track)"       | DJ Premier, Guru | Guru                          | 2:57  |

## Samples
Rite Where U Stand
- "Gonna Keep Tryin' Till I Win Your Love" por The Temptations

Skills
- "Rapper Dapper Snapper" por Edwin Birdsong
- "Shadows" by Mysterious Flying Orchestra
- "Rappers R. N. Dainja" por KRS-One

Nice Girl, Wrong Place
- "Kung Fu" por Curtis Mayfield

Peace Of Mine
- "Boom" por Royce da 5'9"

Who Got Gunz
- "Part II" por Method Man & Redman

Zonin'
- "Mass Appeal" por Gang Starr (Vocais por Guru)
- "Life is What You Make It" por Nas & DMX

In This Life
"Distant Thoughts" por Hiroshima

## Singles
| Informações                                                                           |
| ------------------------------------------------------------------------------------- |
| "Skills" - Lançamento: 5 de novembro, 2002 - Lado B: "Natural"                        |
| "Nice Girl Wrong Place" - Lançamento: 8 de abril, 2003 - Lado B: "Rite Where U Stand" |
| "The Ownerz" - Lançamento: 30 de setembro, 2003 - Lado B: "Same Team No Games"        |

## Quadro de posições do álbum
| Ano  | Álbum      | Quadro de posições | Quadro de posições     | Quadro de posições |
| Ano  | Álbum      | Billboard 200      | Top R&B/Hip Hop Albums |                    |
| 2003 | The Ownerz | #18                | #5                     |                    |